# (986) Amelia
Pour les articles homonymes, voir Amelia.
(986) Amelia est un astéroïde de la ceinture principale découvert le 19 octobre 1922 par l'astronome espagnol Josep Comas i Solà. Sa désignation provisoire était 1922 MQ.